# Kevin
Kevin je mužské jméno pocházející z gaelštiny, skotské keltštiny. Původní Caoimhghín a znamená mužný nebo také milovaný.
Kevin se v českém kalendáři běžně nevyskytuje. Ve světě se svátek slaví 3. června ve Španělsku a na Slovensku a 4. listopadu v Irsku[zdroj?].

## Statistické údaje
V roce 2009 bylo v České republice 925 nositelů jména Kevin a v žebříčku nejpoužívanějších jmen je na 196. místě.

## Významní Kevinové
- Kevin Ayers (1944–2013) – britský hudebník
- Kevin Costner (* 1955) – americký herec, zpěvák, režisér a producent
- Kevin Federline (* 1978) – americký zpěvák
- Kevin Fiala (* 1996) – švýcarský hokejista
- Kevin Keegan (* 1951) – bývalý anglický fotbalista
- Kevin Kurányi (* 1982) – německý fotbalista
- Kevin Mitnick (1963–2023) – americký hacker
- Kevin Pollak (* 1957) – americký herec
- Kevin Spacey (* 1959) – americký herec
- Kevin Ullyett (* 1972) – zimbawský tenista
- Kevin Young (* 1966) – bývalý americký atlet